# Vakse Viggo
Vakse Viggo (fransk Gaston Lagaffe) er en tegneseriefigur skabt af tegneserieforfatter Franquin. Vakse Viggo blev skabt som bifigur i serien Splint & Co., som Franquin var forfatter på i en årrække. Senere begyndte Vakse Viggo at optræde på egen hånd.

## Navnet
På fransk kaldes Vakse Viggo, som bekendt, for Gaston Lagaffe. På fransk er en "gaffe" en bommert og "la gaffe" betyder dermed bommerten, endvidere har man talemåden "faire une gaffe" som betyder "at kvaje sig", ligesom verbet "gaffer" betyder "at begå en bommert".
I et album møder vi i øvrigt Viggos vikar Bertrand Labévue, hvor en "bévue" er en brøler eller fadæse.

## Albummer på dansk
Vakse Viggo-albummer udgivet på dansk
1. Viggo – Kviks kontorbud
2. Viggo kobler fra
3. Mesterkokken Viggo
4. Det var kattens, Viggo
5. Viggo – en kæmpekatastrofe
6. Viggo Charmetrold
7. Alle er ude efter Viggo
8. Øretæveindbydende Viggo
9. Go'e gamle Viggo
10. Viggo kontra Kvik
11. Opfinderen Viggo
12. Højt at flyve, Viggo
13. Balladen om Viggo
14. Viggo eller og kaos
15. Viggo slår sig løs
16. Alle tiders Viggo
17. Go'nat, Viggo
18. Hvem klokker klokkeren for?

## Ekstern henvisning
- Vakse Viggo på Comicwiki

- Se Wiktionarys definition på ordet lagaffe